# Schachbrett
|   | a | b | c | d | e | f | g | h |   |
| 8 |   |   |   |   |   |   |   |   | 8 |
| 7 |   |   |   |   |   |   |   |   | 7 |
| 6 |   |   |   |   |   |   |   |   | 6 |
| 5 |   |   |   |   |   |   |   |   | 5 |
| 4 |   |   |   |   |   |   |   |   | 4 |
| 3 |   |   |   |   |   |   |   |   | 3 |
| 2 |   |   |   |   |   |   |   |   | 2 |
| 1 |   |   |   |   |   |   |   |   | 1 |
|   | a | b | c | d | e | f | g | h |   |

Ein Schachbrett ist ein beim Schach- und Damespiel verwendetes Spielbrett. Es wird ebenfalls noch bei einigen anderen Spielen verwendet.
Es ist zweifarbig und quadratisch und besteht aus ebenfalls quadratischen Feldern, deren Farbe sich sowohl in waagerechter als auch in senkrechter Richtung abwechselt und damit ein geometrisches Muster bildet, das auch als Schachbrettmuster bekannt ist.
In seiner Standardform besteht es aus 64, in acht waagerechten Reihen und acht senkrechten Linien angeordneten Feldern, welche eine helle oder dunkle Farbe haben und traditionell als weiße und schwarze Felder bezeichnet werden. Weiterhin sind in der Standardform oftmals die Reihen mittels der Zahlen von 1 bis 8 und die Linien durch die Buchstaben von a bis h beschriftet. Im Schachspiel wird die erste Reihe aus Sicht eines Spielers als dessen Grundreihe bezeichnet.

## Einteilung
|   | a | b | c | d | e | f | g | h |   |
| 8 |   |   |   |   |   |   |   |   | 8 |
| 7 |   |   |   |   |   |   |   |   | 7 |
| 6 |   |   |   |   |   |   |   |   | 6 |
| 5 |   |   |   |   |   |   |   |   | 5 |
| 4 |   |   |   |   |   |   |   |   | 4 |
| 3 |   |   |   |   |   |   |   |   | 3 |
| 2 |   |   |   |   |   |   |   |   | 2 |
| 1 |   |   |   |   |   |   |   |   | 1 |
|   | a | b | c | d | e | f | g | h |   |

Ein Schachbrett ist quadratisch und wiederum in wechselweise 32 dunkle und 32 helle, quadratische Felder unterteilt, auf denen die Figuren platziert und bewegt werden. Die Farbe ist dabei nicht festgelegt, üblich sind dunkelbraun bis schwarze bzw. weiße bis hellbraune oder elfenbeinfarbene Felderfarben – je nach Material und Verarbeitung.
Die 64 Felder ordnen sich zu je acht waagerechten Reihen und acht senkrechten Linien, sodass die Linien auf den Gegner zielen. Beim Spiel wird das Schachbrett so zwischen den zwei sich gegenüber sitzenden Spielern platziert, dass sich – von den Spielern aus gesehen – in der ersten Reihe rechts jeweils ein helles Feld befindet.
Die Reihen werden in der Schachnotation mit Zahlen, die Linien mit Buchstaben bezeichnet. Vom Spieler mit den weißen Schachfiguren aus gesehen erhalten die Reihen die Zahlen von 1 bis 8 und die Linien von links nach rechts die Buchstaben von a bis h. Die Notation bei Dame ist anders, weil da die Spielfiguren nur auf den schwarzen Feldern stehen.
Die Reihen eins und acht, diejenigen auf denen zu Beginn des Spiels die Figuren – von den Bauern abgesehen – stehen, werden als die weiße und die schwarze Grundreihe bezeichnet.

## Ausführungen

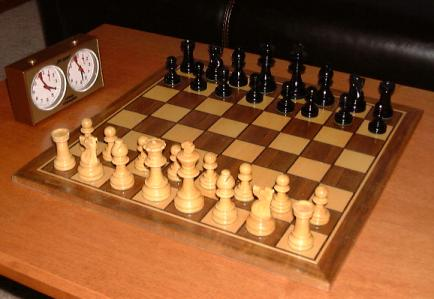
Ein Turnierschachbrett aus Holz mit Figuren und Schachuhr

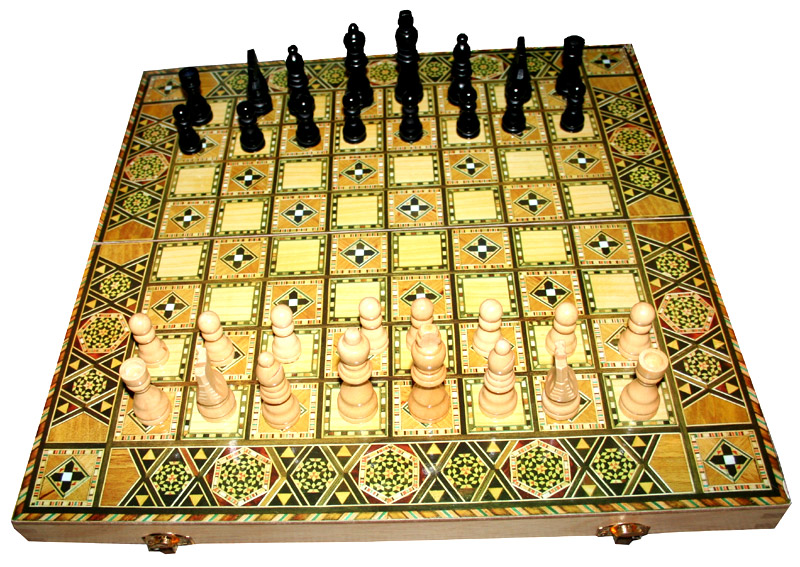
Schachkassette aus Holz

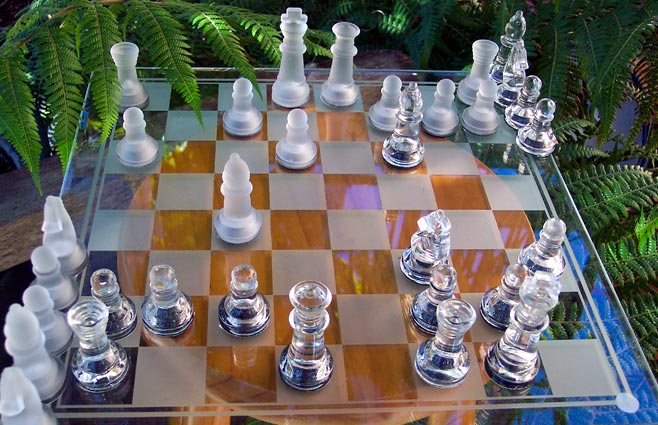
Schachspiel aus Glas

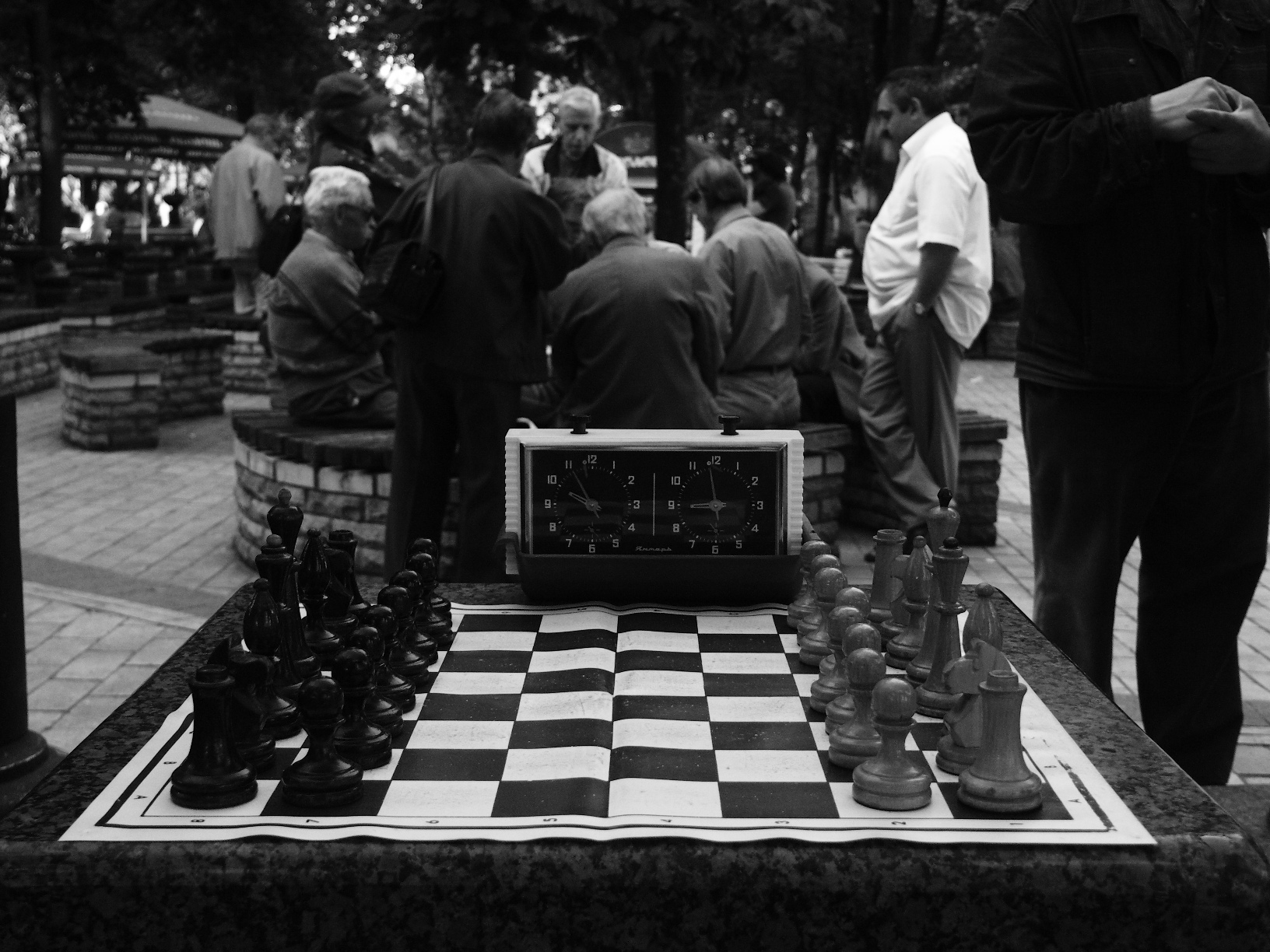
Eine platzsparende Schachplane aus Kunststoff

Das Schachbrett ist die Unterlage, auf dem die Schachfiguren, Damesteine usw. aufgesetzt und beim Spiel gezogen bzw. bewegt werden.
Schachbretter können aus den unterschiedlichsten Materialien gearbeitet sein: aus Holz, Pappe, Kunststoff, Metall, Stein, Glas, Folie oder aus Bodenfliesen und als aufgemaltes Muster auf dem Boden. In Schachvereinen oder auf größeren Schachturnieren werden häufig dünnere, klappbare Schachbretter aus Pappe mit einem Plastikbezug benutzt. Sie sind platzsparend und kostengünstiger. Den gleichen Zweck erfüllen Schachplanen aus Kunststoff (ähnlich Schreibunterlagen auf Schreibtischen).
Verbreitet sind auch aufklappbare Schachkassetten, in deren Innern sich die Figuren befinden. Kassetten in kleinerer Ausführung, meist aus Holz oder Plastik, werden auch als Reiseschachbretter bezeichnet. Zum besseren und stabileren Stand der Figuren sind sie häufig als Steckschach- oder Magnetschachspiele gestaltet. Diese gibt es außerdem auch in einer (überdachten) senkrechten Variante, als stationäre Ausführung in Gärten und Parks, wobei hier häufig von zwei Seiten gespielt werden kann.
In Kur- und Ferienorten oder in sonstigen öffentlichen Parks gibt es oft „Schachbretter“ aus quadratischen Gehwegsplatten, auf denen mit großen Holz- oder Plastikfiguren gespielt werden kann.

## Turnierschach
Der Weltschachbund FIDE empfiehlt in seinen Statuten auch das Material und die Größe von Schachbrettern. Schachbretter sollten aus Holz, Plastik, Pappe oder Tuch sein; prinzipiell sind Schachbretter beispielsweise auch aus Stein erlaubt. Als empfohlene Seitenlänge der einzelnen Felder werden 5 bis 6 cm veranschlagt. Die Größe der eingesetzten Figuren sollte sich nach dem Schachbrett richten bzw. umgekehrt. Weiterhin sollte die Seitenlänge der Felder mindestens dem doppelten Fußdurchmesser einer Bauernfigur entsprechen. Als Faustregel gilt, dass der König eine Höhe von 8,5 bis 10,5 cm haben sollte.
Auf den meisten Turnierbrettern sind auf den Rändern Buchstaben- und Zahlenreihen (a–h bzw. 1–8) aufgedruckt. Durch dieses Koordinatensystem können die einzelnen Felder eindeutig bezeichnet werden; genutzt wird dies zum Notieren von Schachpartien.
Die Schachbundesliga, die höchste Spielklasse des Deutschen Schachbunds, legt besondere Anforderungen an das Spielmaterial: Die Schachbretter müssen hier aus Holz bestehen; die Seitenlänge der Felder hat 5,8 cm zu betragen. Die Farbe der Felder muss dunkelbraun oder schwarz bzw. beige oder weiß sein. Die Schachfiguren müssen Staunton-Form haben, wobei die Königsgröße 9,5 cm betragen soll.

### Blindenschachbrett
Besondere Bretter werden im Blindenschach verwendet. Dort liegen die dunklen Felder höher als die hellen und können somit ertastet werden. Die Figuren werden zum besseren Halt in das Brett gesteckt, die schwarzen Figuren sind zur Unterscheidung an der Spitze mit einem kleinen Metallkügelchen versehen.

### Elektronisches Schachbrett
Es gibt auch elektronische Schachbretter (sog. DGT-Bretter), die mit Schachuhren, Schachprogrammen, Beamer usw. gekoppelt werden können.

## Verschiedenes
Ein besonderes Schachbrett, das nicht zum Schachspielen, sondern senkrecht stehend zum Vorführen und Analysieren von Schachpartien verwendet wird, ist das so genannte Demonstrationsbrett.
Das schwarz-weiße Schachbrett ist außerdem das Symbol der Musikrichtung Ska.